# ローズマリーの赤ちゃん
『ローズマリーの赤ちゃん』（ローズマリーのあかちゃん、Rosemary's Baby）は、アイラ・レヴィンのホラー小説、およびこれを原作とした1968年製作のアメリカ合衆国のホラー映画。

## 概要
『ローズマリーの赤ちゃん』は、アメリカの小説家アイラ・レヴィンが、処女作のミステリー『死の接吻』に続いて発表した2作目のホラー小説。1967年3月にランダムハウスから出版された。1960年代、妊婦が服用すると胎児に影響を与え、奇形の子が産まれるとして騒がれたサリドマイド薬品の事件から着想を得たと言われている。
当時レヴィンは37歳で、妊娠中の妻を持つ若手作家だった。彼は父親になる不安を、ローズマリー・ウッドハウスという架空の主人公に仮託したのだ。ニューヨークに住む他の作家同様、地位に執着していたレヴィンの心境は小説にも反映され、悪魔主義だけでなく、主人公の夫が次々と成功して行く上昇志向についても書かれている。同著は1960年代のホラー小説のベストセラーとなって400万部以上を売り上げ、ホラー小説の大きな商業的成功のきっかけになった。

## 小説あらすじ
舞台やテレビCMの端役をしている売れない俳優のガイと、その妻ローズマリー・ウッドハウスは、ニューヨークの古いゴシック調アパート、ブラムフォードに引っ越してきた。友人のエドワード・ハッチは、ブラムフォードには魔術や殺人に関する不吉な噂があるから止めた方が良いと忠告したが、2人は気に留めなかった。隣人のローマン・キャスタベットと妻のミニーがローズマリー夫妻を親切に迎え入れる。ローズマリーはその老夫婦を内心、干渉好きで鬱陶しいと感じるが、ローマンが演劇に詳しいということから、夫は彼らの部屋に頻繁に通うようになる。
ガイが出演予定の舞台劇の主演が突然、不審な失明をしたことから、ガイが主役に抜擢されることになった。今までは子作りを控えたいと話していた彼は急に、ローズマリーに「子供を作ろう」と言い出した。妊娠しやすい排卵予定日を迎えたローズマリー夫妻のもとに、ミニーがチョコムースを持ってきた。それを口にしたローズマリーは意識が朦朧とする。その夜ローズマリーは、裸の男女に囲まれて、黄色い目を持つ大きな魔物と激しい性交を行なう夢を見た。驚くほど大きく逞しい陰茎で性器を突かれる行為中のローズマリーは、これは夢じゃなく現実ではないかと思った。目を覚ますと裸で寝ていて、乳房や股間に爪痕のような傷が付いている。赤ちゃんが作れる大事な夜だから、眠っている間に抱いたというガイの言葉に、ローズマリーは憤慨した。
やがてローズマリーの妊娠が発覚。キャスタベット夫婦は有名な医者だからと、産科医のドクター・サパースタインを紹介した。しかしローズマリーの妊娠初期症状はとても酷く、煎じた薬草や与えられた薬を服用していた。ローズマリーを訪ねてきたハッチは、痩せ細った彼女を見て「吸血鬼に血を吸い取られているみたいだ」と心配になる。「キャスタベットの奥さんが作って下さるの」とローズマリーがいう、栄養ドリンクに入っている薬草の名前“タニス”を聞いたハッチは不審に思う。タニスの根について調べてみると言って帰ったハッチは、その夜ローズマリーに電話をかけ、翌日会う約束をするが、その場所には現われなかった。ハッチの家に向かってみると、彼は突然倒れて昏睡状態に陥ったという。そのまま帰らぬ人となったハッチが生前少しだけ意識を取り戻した際、ローズマリーに渡すようにと隣家の女性に預けた本が、葬儀の日に届けられる。その黒い表紙の本『彼等はみんな魔法使い』から、ローズマリーは驚愕の事実に突き当たるのだった。

## 批評家の反応
SF・ファンタジー作家のチェリー・ワイルダーは、「『ローズマリーの赤ちゃん』は、これまでに書かれたスリラー小説の中で、最も完璧に作られた作品のひとつである」と述べた。
SF・ホラージャンルの評論家デヴィッド・プリングルは、「この狡猾で魅惑的な非の打ちどころのないホラー小説は……巧みに構築された物語であり、まさに劇作家の本である。物理的なディテールや台詞のひとつひとつが重要な意味を持つ」と自著の中で絶賛した。また、ホラー研究科ゲイリー・クロフォードは、この小説を「正真正銘の傑作だ」と評した。

## 反響

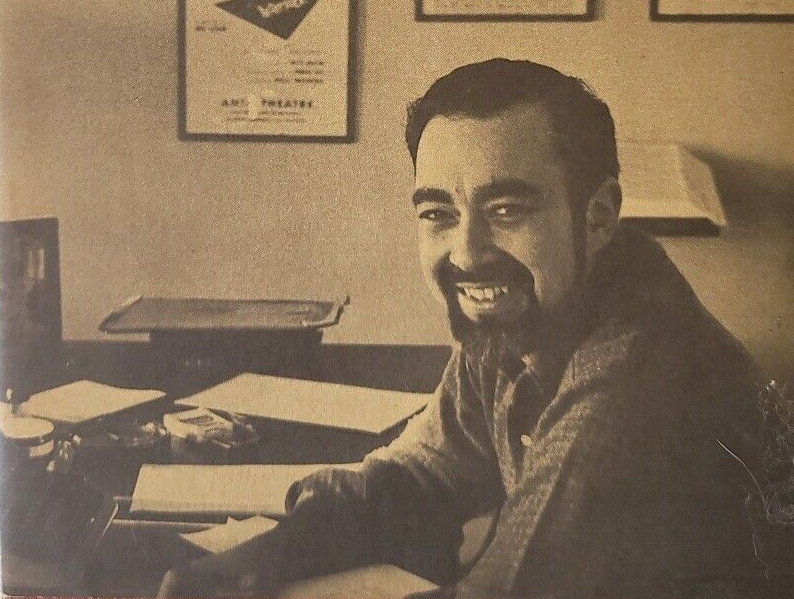
アイラ・レヴィン

同書は1968年にパラマウント映画によって映画化され、数々の映画賞にノミネート、あるいは受賞を果たして小説もベストセラーになった。その結果、『ローズマリーの赤ちゃん』はハリウッドにドミノ効果をもたらし、『エクソシスト』や『オーメン』など、1970年代を席巻した悪魔とアンチ・キリストを扱ったホラー映画を先導した。魔女、悪魔、オカルトを信じることはナンセンスだと思っていたレヴィンは、自分の小説が果たした役割を理解し、『ローズマリーの赤ちゃん』に複雑な感情を抱くようになった。レヴィンは2002年に「『ローズマリーの赤ちゃん』が、『エクソシスト』や『オーメン』に繋がったことに罪悪感を感じています。どの世代も影響されて悪魔をより信じるようになってしまった。私は悪魔を信じていません」と語っている。
レヴィンは1997年に続編『Son of Rosemary』を発表。1973年に子供を産んで以降、ずっと昏睡状態だったローズマリーが1999年11月に長期療養施設で目覚め、33歳の息子アンディと再会する物語。日本では『ローズマリーの息子』のタイトルで、2000年11月1日に ハヤカワ文庫から発売された（翻訳は黒原敏行）。なお、1976年にアメリカで製作されたサム・オスティーン監督のTVムービー『続・ローズマリーの赤ちゃん／悪魔の子が生まれて８年が経った…』は、レヴィンの小説と全く関係がないオリジナル作品である（詳細は#続編を参照）。

## 映画
『ローズマリーの赤ちゃん』（ローズマリーのあかちゃん 原題：Rosemary's Baby）は、アイラ・レヴィンが1967年に発表した同名小説を原作に、ロマン・ポランスキーが脚本と監督を務めたサイコホラー映画である。

### 概要
主人公はマンハッタンに住む若い新婚女性で、アパートの親切そうな隣人たちが、妊娠中の自分と赤ん坊に対し、邪悪な考えを持っているのではないかと疑い始める。この映画はパラノイア、カトリック、女性解放、オカルティズムに関連したテーマを扱っている。パラマウント映画の配給で公開された本作は批評家たちに絶賛され、320万ドルの製作費に対し、3,340万ドルもの興行収入をあげて成功を収めた。
この映画はゴールデングローブ賞やアカデミー賞、ヒューゴー賞、全米監督協会賞など数多くの映画賞にノミネートされ、第41回アカデミー助演女優賞、第26回ゴールデングローブ 助演女優賞（いずれもルース・ゴードン）を受賞した。ポランスキーと主演のミア・ファローも、イタリア映画アカデミーが主催するダヴィッド・ディ・ドナテッロ賞で最優秀外国女優賞、最優秀外国人監督賞に輝いた。2014年には“文化的・歴史的・芸術的にきわめて高い価値を持つ”と評価され、アメリカ議会図書館によってアメリカ国立フィルム登録簿への保存対象作品に選ばれた。

### 映画あらすじ
ローズマリー・ウッドハウスと売れない役者の夫ガイは、ニューヨークの大きなアパート“ブラムフォード”に引っ越してくる。大家の案内で7階の空室を見ていると、病気で亡くなったという前の住人がクローゼットを箪笥で塞いであった。ウッドハウス夫妻の友人で童話作家のエドワード・ハッチは、ブラムハウスには魔術や殺人など良くない噂が昔からあるので止めた方が良いと忠告するが、2人はハッチの言葉を気に留めなかった。アパート地下の洗濯室でローズマリーは、テリー・ジオノフリノという若い女性と知り合った。テリーは7階に住むカスタベット夫婦の世話になっている居候だという。ある夜、ローズマリーとガイが外出先から帰宅すると、テリーが7階から飛び降り自殺をしたことでアパート前に警察が集まっていた。ローズマリーはそこで初めて隣人のローマン・カスタベットとミニーの夫妻と会った。2人は少々お節介なほど世話好きな人たちだ。
ローズマリー夫妻が夕食に招かれて以来、ガイは演劇に詳しいローマンと親密になり、カスタベット家を頻繁に訪問するようになる。ミニーは幸運のお守りとして、テレサの形見だったペンダントをローズマリーに贈る。そのペンダントには匂いのキツいタニスの葉が入っていた。ガイが出演する舞台の主演俳優ドナルド・ボームガートが原因不明の失明をしたことから、その役にガイが抜擢された。仕事が順調になってきたガイは、ローズマリーの排卵日に合わせて子供を作ろうと言い、その子作り計画の夜にミニーが手作りのムースを持ってきた。口にしたローズマリーがチョークのような変な味だと言うと、年寄りの親切を無にするなとガイが怒ったため、もう少しだけ食べて残りを捨てた。その後ローズマリーは眩暈を起こして倒れ、ガイは朦朧とする彼女の服と下着を脱がせ始めた。両脚を拡げてベッドに縛られた全裸のローズマリーは、悪魔に犯されるという夢とも現実ともつかない体験をする。翌朝、目を覚ましたローズマリーは裸で、身体中に爪の傷跡があった。ガイは子供を作る大切な夜だったので、眠っている彼女とセックスをしたと話す。
やがて妊娠が判明したローズマリーは、カスタベット夫婦から産婦人科の名医サパスティンを紹介された。久しぶりに訪ねてきたハッチは、痩せ細ったローズマリーの顔色を見て驚き、彼女が隣人から与えられているタニスの葉という薬草について調べてみると話した。その夜、ハッチから話があるから翌日会おうと電話が来るものの、約束の場所に彼は現われなかった。ローズマリーがハッチのもとに電話をかけると、彼の友人という女性グレースが応対し、ハッチは昨晩遅くに倒れて昏睡状態という。下腹部の痛みが酷くなってきたローズマリーは、サパスティンの病院に通うのを辞めて、昔のかかりつけの医師ヒルに診察してもらうと言い出す。ガイと口論しているうちに、腹の痛みは自然に収まり、子供が動いていることを実感する。
3カ月後、グレースの電話で、ハッチが亡くなったことを知ったローズマリーは葬儀に参列した。ハッチは死ぬ直前に少しだけ意識を取り戻し、ローズマリーに渡すようにとグレースに本を預け「名前はアナグラムだ」と謎めいた言付けを残したという。その書籍「All of Them Witches（悪魔のしもべたち）」には、”タニスの草 - 別名:悪魔の胡椒“という表記にハッチがアンダーラインを引いており、悪魔エドリアン・マカートの息子が載っているページには目印の折り目が付けられていた。ローズマリーはスクラブルのコマを使い、エドリアンの息子の名前STEVEN MARCATO（スティーブン・マカート）を並べ替えると、ROMAN CASTEVET（ローマン・カスタベット）になると気が付き愕然となる。書店で悪魔の書を買ったローズマリーは、悪魔のしもべが人に呪いをかける時、対象者の衣類を奪うことを知り、失明した舞台俳優ドナルドに電話をかける。ドナルドはガイと酒を飲んだ時にネクタイを交換したと言い、ハッチも帰る時に手袋の片方がないと話していた。
悪魔の陰謀でお腹の子が狙われているとヒル医師に相談したローズマリーは、情緒不安定と思われてサパスティンとガイに身柄を引き渡されてしまう。陣痛が起きたローズマリーはサパスティンに注射を打たれて意識を失い、目覚めた時には赤ちゃんは死産だったと教えられるが、搾乳器で搾った母乳が捨てられていないことから、子供は生きていると確信を持つ。ローズマリーは、前の住人が塞いでいたクローゼットの奥に、カスタベット家に通じる隠し扉を発見する。ナイフを手にカスタベットの部屋に向かうと、アパートの住人たちと一緒にガイがいた。悪魔の印の逆さ十字架を飾ったゆりかごを覗き込んだローズマリーは恐怖に怯え、「この子の目に何をしたの!?」と叫ぶ。父親と同じ目だと言うローマンは、悪魔は偉大な魔力でローズマリーに我が子エイドリアンを受精させたと告げ、悪魔崇拝者たちは口々にエイドリアンを称えよと叫び出す。自殺したテリーの代わりに、ローズマリーが母親役に選ばれたのだ。出世と引き換えに悪魔と取引をしたガイの顔に唾を吐いたローズマリーは、赤ん坊の泣き声を聞くと、優しくゆりかごを揺らすのだった。

### キャスト
| 役名                       | 俳優                       | 日本語吹替                                                                     | 日本語吹替                                           | 日本語吹替 |
| 役名                       | 俳優                       | 東京12ch旧版                                                                   | 東京12ch新版                                         | VOD版 |
| -------------------------- | -------------------------- | ------------------------------------------------------------------------------ | ---------------------------------------------------- | --- |
| ローズマリー・ウッドハウス | ミア・ファロー             | 武藤礼子                                                                       | 杉山佳寿子                                           | 能登麻美子 |
| ガイ・ウッドハウス         | ジョン・カサヴェテス       | 天田俊明                                                                       | 堀勝之祐                                             | 小山力也 |
| ミニー・カスタベット       | ルース・ゴードン           | 川路夏子                                                                       | 麻生美代子                                           | 鈴木れい子 |
| ローマン・カスタベット     | シドニー・ブラックマー     | 真木恭介                                                                       | 島宇志夫                                             | 川口啓史 |
| エドワード・ハッチ         | モーリス・エヴァンス       | 大久保正信                                                                     | 吉沢久嘉                                             | 小林操 |
| ドクター・サパスティン     | ラルフ・ベラミー           | 藤本譲                                                                         | 大木民夫                                             | |
| テリー・ジオノフリノ       | アンジェラ・ドリアン       |                                                                                | 半田晶子                                             | |
| ローラ・ルイーズ           | パッツィ・ケリー           |                                                                                | 青木和代                                             | |
| ミスター・ニクラス         | エリシャ・クック           |                                                                                | 小野丈夫                                             | |
| エリーズ・ドゥンスタン     | エマリン・ヘンリー         |                                                                                | 竹口安芸子                                           | |
| ドクター・ヒル             | チャールズ・グローディン   |                                                                                | 徳丸完                                               | |
| グレース                   | ハンナ・ハーテレンディ     |                                                                                | 有馬瑞子                                             | |
| ドクター・シャンド         | フィリップ・リーズ         |                                                                                | 小野丈夫                                             | |
| ディエゴ                   | デュルヴィル・マーティン   |                                                                                | 松田重治                                             | |
| ギルモア夫人               | ホープ・サマーズ           |                                                                                | 加川三起                                             | |
| 以下はノンクレジット       |                            |                                                                                |                                                      | |
| ファウンテイン夫人         | シャルロッテ・ベルナー     |                                                                                | 竹口安芸子                                           | |
| クローディア・コンフォート | キャロル・ブルースター     |                                                                                | 半田晶子                                             | |
| ペドロ                     | ジェイミー・シモン・ゴメス |                                                                                | 鈴置洋孝                                             | |
| シスター・アグネス         | ジーン・イネス             |                                                                                | 加川三起                                             | |
| ドナルド・ボームガート     | トニー・カーティス         |                                                                                | 鈴置洋孝                                             | |
| その他                     | N/A                        | 岡部政明 遠藤晴 三枝みち子 鈴木れい子 芝夏美 村松康雄 西村知道 若本紀昭 黒部鉄 | 山岡葉子 山田礼子 鈴木希久代 小幡研二 桜本昌弘       | 柳生拓哉、村松恭子 三沢明美 石原辰己 近内仁子 北島善紀 細貝光司 並木愛枝 樋山雄作 山口協佳 山本満太 八百屋杏 俊藤光利 内田紳一郎 細越みちこ |
| 日本語版制作スタッフ       |                            |                                                                                |                                                      | |
| 演出                       | 演出                       | 中野寛次                                                                       | 福永莞爾                                             | 藤本直樹 |
| 翻訳                       | 翻訳                       | 原田たけみ                                                                     | 小川裕子                                             | おぐちゆり |
| 効果                       | 効果                       | 芦田公雄 / 熊耳勉                                                              | 芦田公雄 / 熊耳勉                                    | |
| 調整                       | 調整                       | 前田仁信                                                                       | 山下欽也                                             | |
| 制作                       | 制作                       | 東北新社                                                                       | 東北新社                                             | ACクリエイト |
| 解説                       | 解説                       | 南俊子                                                                         | ハンス・プリングスハイム                             | |
| 初回放送                   | 初回放送                   | 1975年10月22日 『木曜洋画劇場』                                                | 1977年7月7日 『木曜洋画劇場』 20:00-23:00 ノーカット | N/A |

### スタッフ
- 監督、脚本 - ロマン・ポランスキー[10]
- 原作 - アイラ・レヴィン[10]
- 製作 - ウィリアム・キャッスル[10]
- 製作補 - ドナ・ホロウェイ（英語版）[17]
- 製作総指揮 - ロバート・エヴァンス
- 音楽 - クシシュトフ・コメダ[10]
- 美術 - リチャード・シルバート（英語版）[17]
- 衣装デザイン - アンシア・シルバート（英語版）[17]
- 特殊効果 – ファルシオ・エドゥアール（英語版）[17]
- 撮影 - ウィリアム・A・フレイカー[10]
- 編集 - ボブ・ワイマン[10]、サム・オスティーン[10]
- 日本語字幕 - 高瀬鎮夫[18][19]

### 製作
パラマウント映画の重役ロバート・エヴァンスは、ランダムハウスが原作小説を出版するよりも早く、本のゲラ刷りを持ってきたウィリアム・キャッスルから、この小説の映画化権を買うよう頼まれた。スタジオの責任者は『ローズマリーの赤ちゃん』の映画プロジェクトに商業的可能性を見出し、低予算ホラー映画で定評のあるウィリアム・キャッスルには“製作を担当できても、監督業までは無理だろう”と判断し、キャッスルもスタジオの条件に同意した。
ロマン・ポランスキーのヨーロッパ映画を賞賛していたロバート・エヴァンスは、『ローズマリーの赤ちゃん』で彼のアメリカ映画デビューを説得できればと考えた。スキー愛好家のポランスキーが、スポーツを題材にした映画を撮りたがっていることを知っていたエヴァンスは、『ローズマリー～』の小説ゲラ刷りと一緒に『白銀のレーサー』の脚本を彼に送った。ポランスキーは『白銀のレーサー』の脚本を一晩かけて読み込んだ後、『ローズマリー～』の方が面白そうなプロジェクトなので、監督だけでなく脚本も自分に書かせて欲しいとエヴァンスに伝えてきた。
パラマウント映画はポランスキーと交渉の末、この映画の監督に彼を雇うことに決め、暫定予算190万ドルの製作費のうち、15万ドルをポランスキーに支払うことになった。後年に発売されたペーパーバック版の序文（ミステリー小説編集者のオットー・ペンツラーが執筆）によると、ポランスキーはアイラ・レヴィンに「このシーンでローズマリーが着ているドレスは何色だと思いますか？ 夫のガイが欲しいシャツを見つけたニューヨーカー誌の発行日はいつですか？」など、細かく具体的な質問を浴びせた。ペンツラーによると、レヴィンはほとんどまともに答えられなかったという。こうしてポランスキーは、原作の台詞や描写の大部分を採り入れながら、約3週間で272ページの脚本を完成させた。

### キャスティング

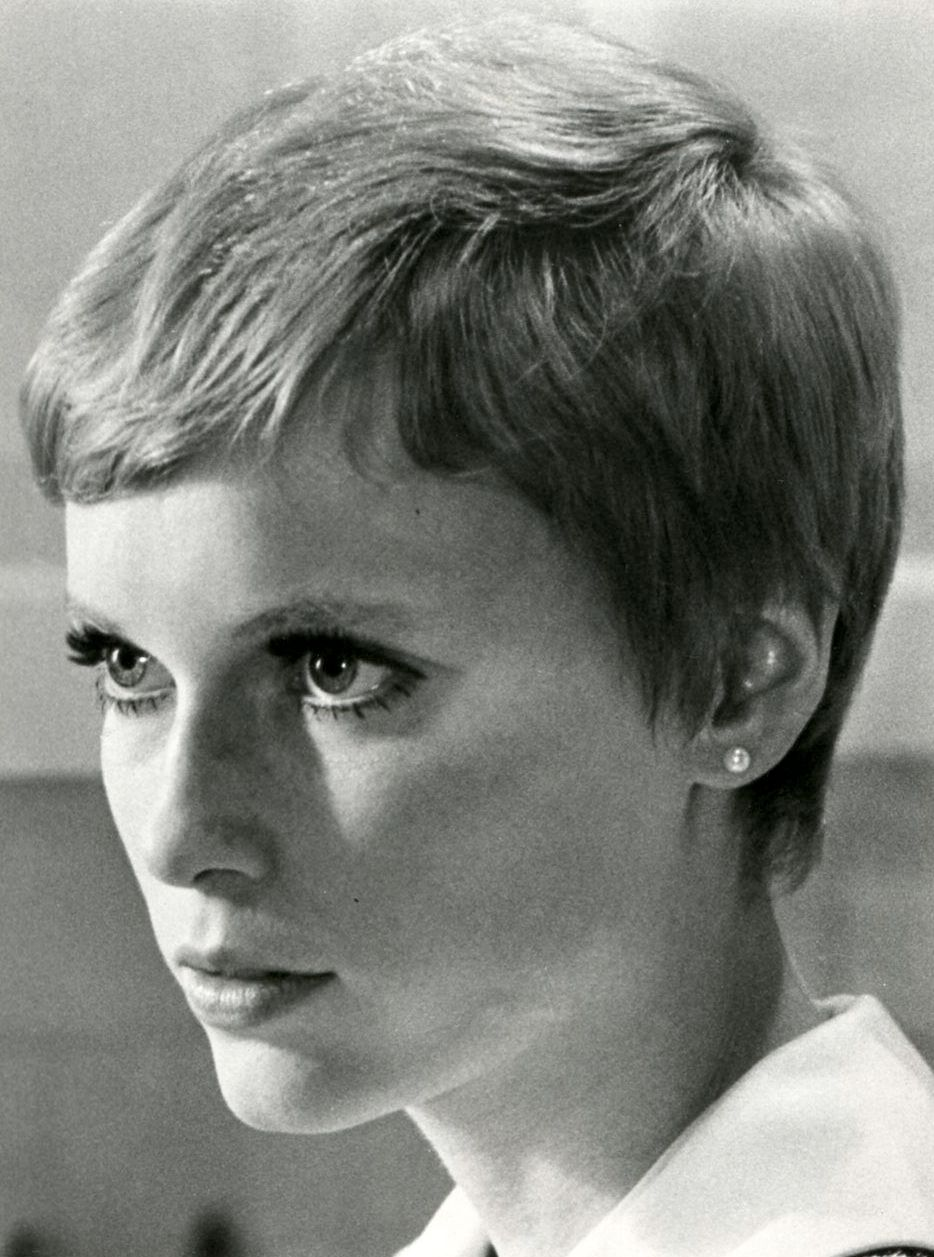
ミア・ファロー

『ローズマリーの赤ちゃん』のキャスティングは1967年の夏に始まった。ポランスキーは原作を読んだ印象から、ローズマリーは豊満な隣の女の子タイプと想像し、チューズデイ・ウェルドか、自分の婚約者シャロン・テートの起用を考えていた。ジェーン・フォンダ、パティ・デューク、ゴールディ・ホーンも候補に挙がっていた。
映画の企画を進めていた頃はまだ原作がベストセラーになっていなかったため、エヴァンスはタイトルだけで観客を動員できるか不安があり、主演には有名な女優が必要だと考えていた。ミア・ファローは『バタシの鬼軍曹』と、まだ公開前だった『殺しのダンディー』の脇役でしか長編映画の経験がなく、興行に繋がるかは未知数だったが、フランク・シナトラとの結婚で大きな注目を集めていた。痩せた容姿だったにも関わらず、ポランスキーはファローを主演にすることにした。シナトラは結婚時、彼女に映画の仕事は諦めるよう要求していたが、ファローがこの作品のオファーを引き受けたことに激怒したという。

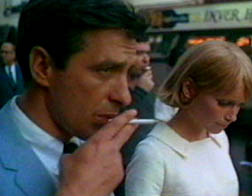
カサヴェテスとファロー

ガイ・ウッドハウス役の第一候補はロバート・レッドフォードだったが、オファーは断られた。ジャック・ニコルソンも検討されたが、ポランスキーはロンドンで会ったジョン・カサヴェテスを推薦した。さらにポランスキーは、ローマン・カスタベットと妻のミニー役にベテラン舞台俳優のシドニー・ブラックマーとルース・ゴードンをキャスティングした。
ローズマリーが失明した舞台役者ドナルドに電話をかけるシーンで、電話の向こうから聞こえる声はトニー・カーティス。ポランスキーはこれを事前にファローに知らせておらず、電話の声の主が誰か分からず、彼女がわずかに混乱を見せる芝居が狙い通りに撮れた。

### 撮影

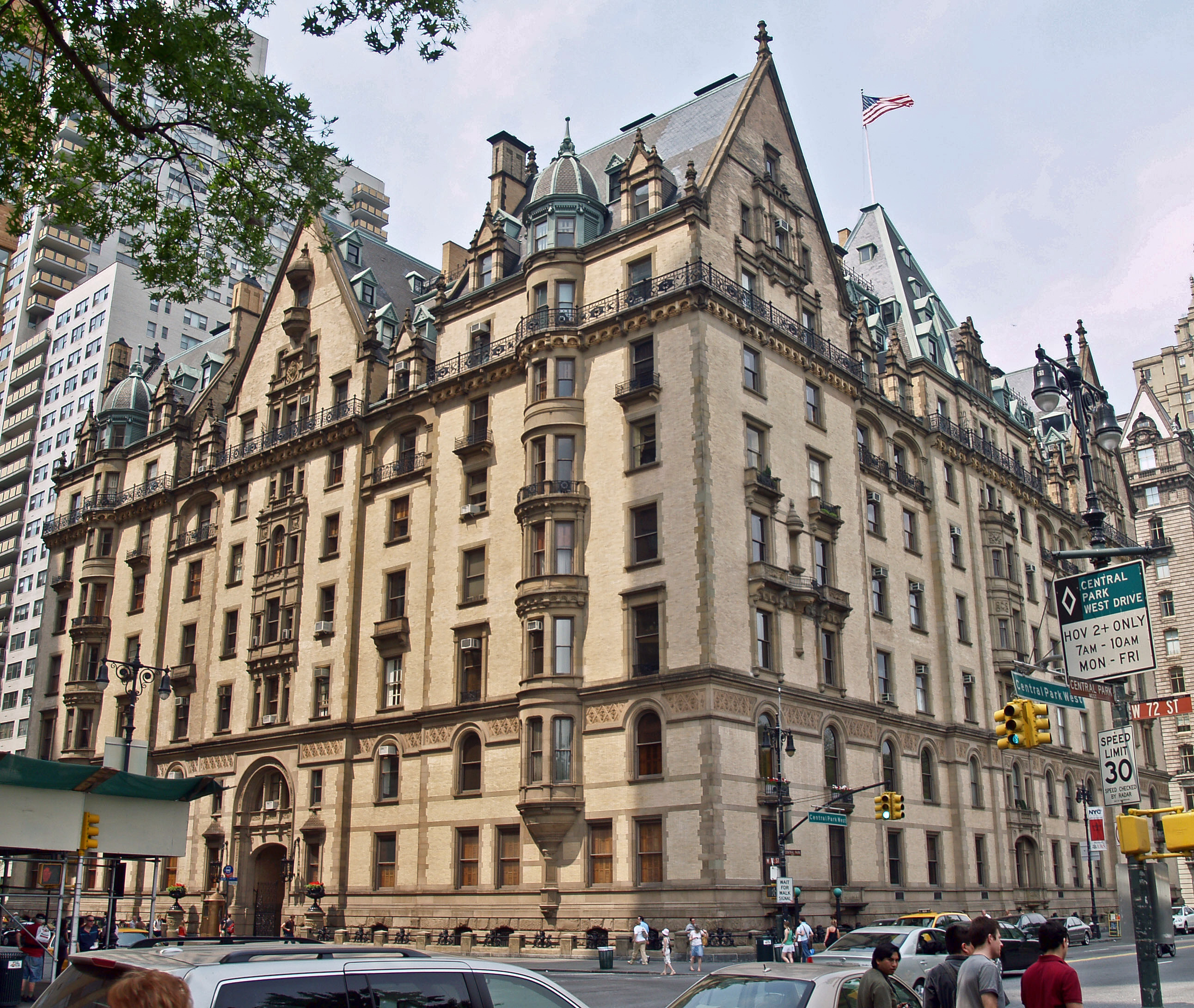
ダコタ・ハウス

主要撮影は1967年8月21日にニューヨークで始まった。架空のマンションであるブラムフォードの外観は、マンハッタンのセントラル・パーク西側にあるダコタをロケで使用している。もともと原作者のレヴィンも、ダコタをモデルに書いていたのだ。
リハーサル中は友好的だったカサヴェテスは、撮影が始まると次第に扱いにくい俳優になっていった。繰り返しを嫌うカサヴェテスが、ポランスキーの撮影のテイク数の多さにうんざりして苛立ってきたのだ。彼は引っ越した新居の床でローズマリーとガイがセックスをする撮影でも、「自分は“性描写の映画”の仕事をしているんじゃない」と抗議を始めた。ファローもこのシーンの撮影に乗り気ではなかったが、夫のシナトラを気にしてのことだったため、ポランスキーとしては彼女の心境はまだ理解できるものだった。撮影が進む中、常にカサヴェテスは新しいアイデアを持ち込んで話したが、ポランスキーは毎日それを否定した。カメラマンのウィリアム・A・フレイカーは現場の軋轢を以下のように語った。「ある日、私たちが仕事をしていると、セットの中でジョン（カサヴェテス）が“このクソ映画にスターなんていない。君がスターだからだ！”と怒鳴る声が聞こえた。ステージドアの方に歩いて行ったジョンがセットを出て行こうとすると、ロマン（ポランスキー）がセットの後ろから顔を出して“信じた方がいいぞ！”とジョンに声をかけたんだ」。結局カサヴェテスとポランスキーは取っ組み合いの喧嘩になり、共演者とスタッフが2人を引き離した。
ファローは映画の撮影でオールヌードにならない約束をしていたため、悪魔教徒の儀式のために何日も全裸でベッドに縛られる撮影は、代役の女優リンダ・ブリューワートンが演じていた。ローマン役のシドニー・ブラックマーが、リンダの乳房から股間にかけて筆で絵を描くシーンは、「少し気まずいな」と漏らしながらも、全裸のまま撮影に挑む彼女に敬意を払って演じたという。
2014年にアメリカの雑誌『ヴォイス』のインタビューでファローは、ローズマリーが悪魔とセックスをするシーンを、ユーモラスな記憶と共に覚えていると語った。瞳孔が縦長のコンタクトレンズをつけ、悪魔の肌のようなメイクを施した俳優クレイ・タナーがサタンを演じた。悪魔教団の一味がローズマリーとサタンの性交を見守るシーンで、ジョン・カサヴェテスは裸になったが、ミア・ファロー、パッツィ・ケリー、ルース・ゴードンは裸にならず、パッツィーとルースはボディスーツを着用した。ファローの上で全裸のタナーがセックス中の動きを続けている間、ファローはいくつかの台詞を言った。撮影が終わるとファローから降りて立ち上がったタナーは、手を差し出して「ミス・ファロー。あなたと仕事が出来て、とても光栄でした」と紳士的に挨拶をした。ファローもまた彼の手を握り返し「ああ、ありがとう。私もあなたと仕事が出来て、とても嬉しかったわ」と答えた。この時の思い出をファローは「彼は何もかも“そのまま”だったの。メイクとかコンタクトとか、その…ええと…色々よ、分かります？ 悪魔なのに、とても礼儀正しく素敵な人でした」と回顧している。
ぼんやりしたローズマリーが5番街の真ん中を通り、向こう側の歩道まで歩く撮影は、ポランスキーがファローの腹部につけた妊婦用パッドを指さし「妊婦を轢くドライバーはいないよ」と安心させた。ファローは本当に自動車が行き来する道路をフラフラと歩き、ポランスキーが手持ちカメラを持って後ろから追う方法で上手く撮影された。1967年9月までに撮影はハリウッドのパラマウント・スタジオに移され、サウンドステージ内にブラムフォード・アパートの室内セットが建設された。1967年10月には、ロサンゼルス西部のプラヤ・デル・レイで追加のロケ撮影が行なわれた。
パラマウント映画は当初、この映画の製作費に190万ドルを見積もっていたが、完璧主義者のポランスキーが細部にこだわり続けた結果、撮影は延長され、重大なスケジュールの遅延を招くこととなる。そのため、最終的に予算は40万ドル以上も超過してしまった。
ファローの夫であるフランク・シナトラは、10月中旬にフォックス・スタジオで行われる主演映画『刑事』の撮影現場に、スケジュール通りの撮影を終えた彼女に良き妻として加わって欲しいと願っていた。しかし『ローズマリーの赤ちゃん』の撮影は長引き、次第にイライラしてきたシナトラは、ポランスキーの映画からファローを降ろすと脅してきた。1967年11月、撮影は予定より3週間以上遅れていると報告された。ファローには厳しい選択が課せられた。撮影中の映画を降板しなければ結婚生活は終わり、降板すればキャリアが終わるということだ。撮影の途中でシナトラは企業弁護士ミッキー・ルーディンを通じて、共演者やスタッフたちの目前でファローに離婚届を提出したため、撮影はさらに混乱した。シナトラとの関係を修復しようとしたファローから、契約の解除を求められたエヴァンスは、撮影済みの1時間のラフカットを彼女に見せて、この芝居でアカデミー賞にノミネートされるだろうから撮影を続行するよう説得した。その後ファローは、移動式の楽屋の中に引きこもって泣いていたという。
撮影は1967年12月20日にロサンゼルスで完了した。オリジナルの尺は4時間以上もあったが、どこを切るか最後まで決められなかったポランスキーは、編集担当のサム・オスティーンにカット箇所を任せた。カサヴェテスは撮影中にポランスキーと大きな衝突をしたにも関わらず、その後は一貫してポランスキーを賞賛するようになり、「また一緒に仕事をしたい」とまで言うようになっていた。ポランスキーはそんなカサヴェテスをますます軽視するようになり、「彼はひねくれた、過剰な演技をする俳優だったが、編集によって罰せられた。粛清されたんだ」とコメントした。

### サウンド・トラック
音楽はポランスキー初期作の『タンスと二人の男』と『水の中のナイフ』、それに『袋小路』で組んでいた、ポランスキーのお気に入りの作曲家にして友人でもあるクシシュトフ・コメダに依頼することにした。
オープニングに流れるメインテーマ『ローズマリーの子守唄』は、歌詞がないシンプルなスキャットのみの楽曲。子供っぽい不安定な声で、音程をやや外して唄っているが、それ自体が名曲となった。子守唄のメロディは様々な場面でアレンジが用いられている。映画のサウンドトラック盤は、1968年にドットレコードから発売された。2014年にはオリジナルのマスターテープからリマスタリングされた音源で、独立系レコードレーベルのワックスワーク・レコードからアナログ盤が発売され、68年度版のサントラに未収録だったコメダの音楽も収録している。
SIDE-A
| 全作曲: クシシュトフ・コメダ。 |                                          |           |                      |                      |      |
| #                              | タイトル                                 | 作詞      | 作曲・編曲           | パフォーマー         | 時間 |
| 1.                             | 「Lullaby from Rosemary's Baby, Part 1」 |           | クシシュトフ・コメダ | ミア・ファロー       | 2:20 |
| 2.                             | 「The Coven」                            |           | クシシュトフ・コメダ | クシシュトフ・コメダ | 0:45 |
| 3.                             | 「Moment Musical」                       |           | クシシュトフ・コメダ | クシシュトフ・コメダ | 2:00 |
| 4.                             | 「Dream」                                |           | クシシュトフ・コメダ | クシシュトフ・コメダ | 3:45 |
| 5.                             | 「Christmas」                            |           | クシシュトフ・コメダ | クシシュトフ・コメダ | 2:05 |
| 6.                             | 「Expectancy」                           |           | クシシュトフ・コメダ | クシシュトフ・コメダ | 2:21 |
| 合計時間:                      | 合計時間:                                | 合計時間: | 13:16                |                      |      |

SIDE-B
| #         | タイトル                           | 作詞      | 作曲・編曲 | パフォーマー         | 時間 |
| --------- | ---------------------------------- | --------- | ---------- | -------------------- | ---- |
| 7.        | 「Main Title (Vocal)」             |           |            | ミア・ファロー       | 2:50 |
| 8.        | 「Panic」                          |           |            | クシシュトフ・コメダ | 2:02 |
| 9.        | 「Rosemary's Party」               |           |            | クシシュトフ・コメダ | 2:05 |
| 10.       | 「Through The Closet」             |           |            | クシシュトフ・コメダ | 1:44 |
| 11.       | 「What Have You Done To Its Eyes」 |           |            | クシシュトフ・コメダ | 1:27 |
| 12.       | 「Happy News」                     |           |            | クシシュトフ・コメダ | 1:57 |
| 合計時間: | 合計時間:                          | 合計時間: | 12:05      |                      |      |

### 検閲を巡る騒動
アメリカで公開された本作は批評家から好評であったが、若い人妻が悪魔に精液を注がれて反キリストを産む内容だったことから、カトリック教会は”非難“という意味で「C」評価を与えた。この映画は海を渡って英国で公開されるとき、さらなる論争を巻き起こした。本作が1969年初頭にイギリスで公開される際、映画検閲委員会BBFC（日本の映倫に相当する審査機関）が、カルトの儀式で主人公が悪魔に犯されるシーンを15秒削除する決定を出した。ローズマリーとサタンの性交が始まる直前の、以下の会話がカットされた。
ベッドサイドの女性 「痙攣するかも知れないから、脚を縛りましょうか」
ローズマリー 「ええ、そうして」
BBFCはこの数行のやりとりを、悪魔の巨大なペニスの快感に屈したローズマリーが、痙攣するほど悶え狂うアブノーマルセックスの暗喩とみなしたのだ。1960年代はBBFCがセックスとバイオレンスにまだ寛容だったが、その２つの要素が同時に扱われるとなると、委員会がこうした行為を容認していると捉われそうで看過できなかったためである。これを不服としたポランスキーは、このシーンはローズマリーの夢の一部でファンタジーの世界だと主張し、映画のプレミア公開の時にカットなしでの上映を要求したが、一般公開後も15秒間のカットは本編に反映されたままであった。
イギリスのタブロイド紙『デイリー・エクスプレス』の記者ビクター・デイビスとポランスキーの会談では、最終公開版のカット数を減らすために、監督とBBFCが6週間も戦ったことが報じられている。ポランスキーはBBFCの事務局長ジョン・トレヴェリアンに関して「もし私が彼に総てのカットの権限を許可したら、映画は全く意味をなさなくなるだろう」と主張した。『デイリー・メール』紙の記事によると、トレヴェリアンは審査委員会の決定に対する監督の抗議に応えて、ポランスキーに手紙を送り「このシーンには黒魔術に関連すると思われる、変態的なセックスの要素が含まれているため、とても扱いにくい」と述べたという。トレヴェリアンは1969年1月14日の『ガーディアン』紙に「ロマン・ポランスキーは確かに素晴らしい芸術家だが、我々には我々のやるべき仕事がある」とコメントを出し、映画をカットする自身の正当性を擁護した。
“変態的なセックス”という文言を使ったBBFCに反論するポランスキーの抗議行動は効果をもたらしたようで、1月21日付けの『ザ・サン』紙は「イギリスの検閲官は悪魔や魔女の存在を信じているのかも知れない」と揶揄する記事を掲載した。1月26日付けの『オブザーバー』紙も、「検閲官は威厳と正当性をすべて失い、近視眼的になっているようだ」とBBFCの判断を批判し、「問題の台詞は映画から削除されたかも知れないが、原作となったアイラ・レヴィンの小説は、イギリス国内のほぼすべての書店で売られている」と指摘した。レヴィンの原作では、夫のガイは“ザラザラした粗い革の鎧”を陰茎に着けているとローズマリーは考え、膣内の圧迫感がいつもと違うことに気付く。「彼はいつもより大きくなっていた。痛々しいまでに、驚くほど大きく逞しかった」と、夫のものより猛々しい陰茎で突かれている激烈なセックスを記述しているが、映画は「（性交中に）痙攣が起きないように」と言っている程度で、小説ほどあからさまな表現ではない。『モーニングスター』紙は1月25日の記事で「公益を重んじることで有名な検閲官が、自分の仕事の無益さに注目を集めたかった」と書き、「この馬鹿げた論争が『ローズマリーの赤ちゃん』に全くふさわしくない評判を与えてしまった」と、ポランスキーを怒らせたBBFCを批判した。マスコミは総じてポランスキー側に立って議論に加わった。この論争により、人々は何がそんなに問題なのかを確かめようと、映画館に足を運ぶ結果になったのだった。

### 評価

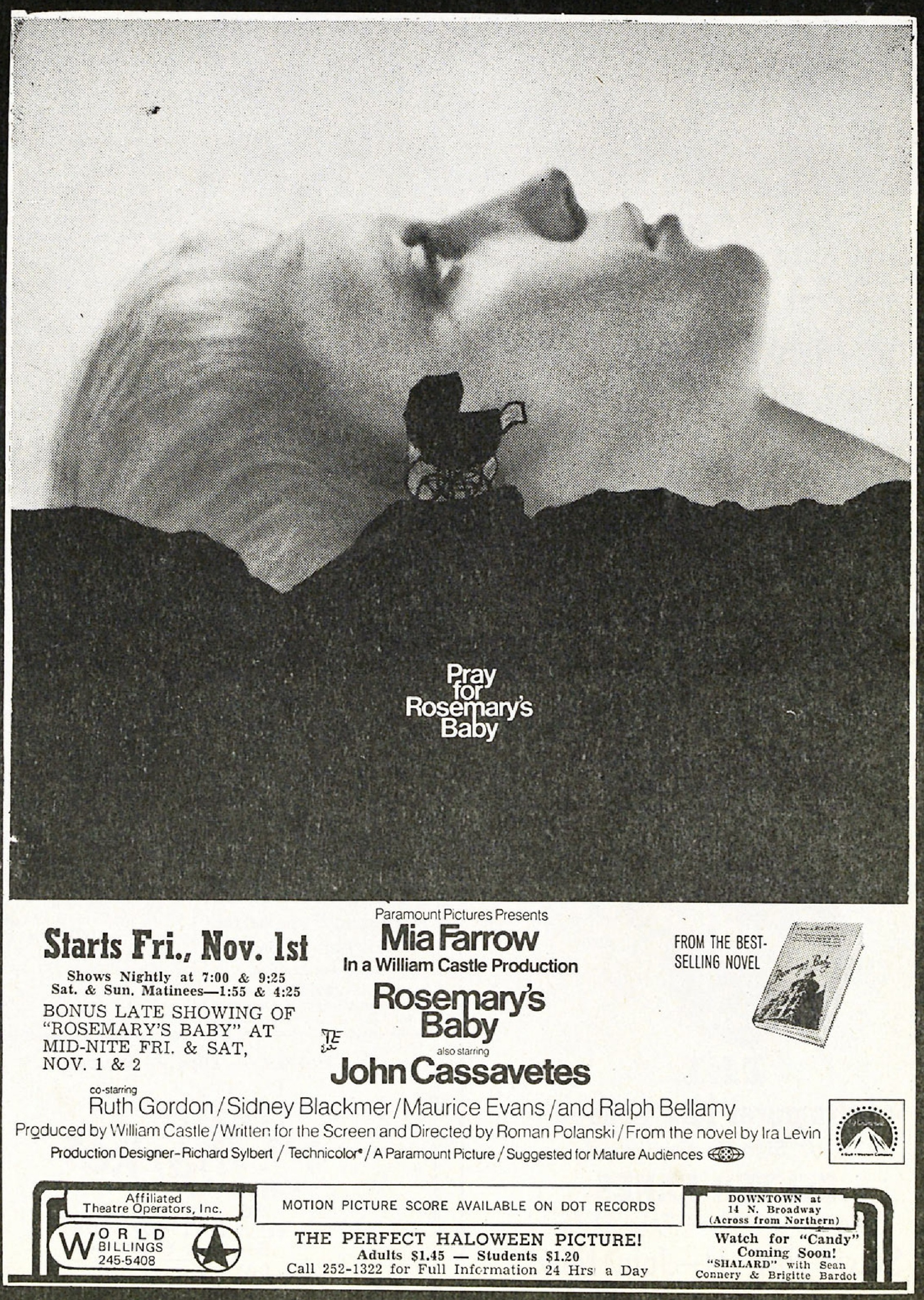
アメリカ公開当時の新聞広告（1968年11月）

公開当時の批評で、アメリカの映画評論家レナート・アドラーは『ニューヨーク・タイムズ』紙に次のように書いている。「心地良い映画ではあるが、その暗さや力強さが上手く機能しているようには見えない。それはこの映画が、あまりにも現実味を帯びているからだと思う」。
日刊紙『サンフランシスコ・エグザミナー』のスタンリー・アイケルバウムは、1968年6月に「私の好みには少し長すぎますが、『ローズマリーの赤ちゃん』は観るべき映画だと思います。サスペンスに満ち溢れ、アイラ・レヴィンの小説よりも受け入れやすいです」と好意的な評を書いた。「マンハッタンのアッパー・ウエスト・サイドにある、カビ臭いが立派なアパートで、罪のない若い主婦が悪魔の性行為で妊娠させられる暗示は、小説よりも優雅で魅力的に描かれています。小説は有害とまでは言わないが、酷く馬鹿げていると思った。キャストは総じて一流で、ポランスキーの職人的でスタイリッシュな演出のおかげで、この映画を信じられないほど魅力的なものに仕上げている」と結んだ。
英国映画協会の刊行物『月刊映画報』は、「ポランスキーは『袋小路』と『吸血鬼』の誤算の後、『反撥』の豊かな鉱脈に戻ってきた」と書いた。同書の批評では「ポランスキーは日常的な場面（特に料理と電話）で、脅威と純粋な恐怖を呼び起こす能力をますます高めている」と指摘し、「巧妙に計算されたスリラーを、真剣な芸術作品に変貌させた」と評している。
『バラエティ』誌は「アイラ・レヴィンの極悪非道なホラー小説を見事に映画化した『ローズマリーの赤ちゃん』は、いくつかの爽快なマイルストーンを達成した。監督・脚本のロマン・ポランスキーは、初のアメリカ映画で勝利を収めた。露骨な暴力や血生臭いシーンがないにも関わらず、注目を集める作品である。クライマックスに近いシーンと最後の衝撃は真のクリフハンガーを生み出しており、ミア・ファローの演技は傑出している」と、絶賛している。
各国でこの映画は古典名作として認識され、レビュー・アグリゲイターのRotten Tomatoesでは86件のレビューに基づき97％の評価を受けており、平均評価は10点満点中8.8点という高得点を得ている。同サイトの総評は「悪魔崇拝と妊娠にまつわる恐ろしい物語だが、ミア・ファローとルース・ゴードンの迫真の演技もあって、想像以上に不穏な雰囲気に包まれている」というもの。レビュー収集サイトMetacriticは、16人の批評家による加重平均スコアが100点満点中96点で、「普遍的な称賛」を示している。

### 不吉な出来事
アンチ・キリストの誕生を描いた『ローズマリーの赤ちゃん』は、その映画の性質故に長い間呪われていると考えられてきた。それは本作に関わった人に不幸が訪れたことにも関係している。
- プロデューサーのウィリアム・キャッスルは映画公開直後に腎不全に陥り、この映画の成功で得た勢いは失われ、後にキャッスルが「地上に悪魔をもたらした」と主張する人たちから多くの殺害予告を受け取った。キャッスルは63歳で心臓発作のため亡くなっている[42]。
- ロバート・エヴァンスは『コットンクラブ』の製作中に、この映画で関わっていたロイ・ラディン（英語版）が殺されたことで殺人容疑をかけられ、彼にラディンを紹介した女性カレン・グリーンバーガーが、エヴァンスは殺人に関与していないと証言した[43]。後年エヴァンスは脳卒中を立て続けに3度起こし、右半身に麻痺が残り、全く喋れなくなった（その後、回復）[44]。
- 舞台となるアパートの外観は、ジョン・レノンとオノ・ヨーコ夫婦が住んでいたことで有名なダコタ・ハウスである。レノンは1980年12月に、門の中で撃たれて死亡した[45][32]。
- 1968年12月、クシシュトフ・コメダは友人の脚本家マレク・フラスコ（英語版）らとの屋外パーティの最中、ふざけたフラスコに背中を押され、バランスを崩して崖から転落。脳血腫を起こして昏睡状態となった。コメダは翌1969年4月23日に37歳で死去。コメダを死に追いやったフラスコは自責の念に苛まれながら、コメダの死のわずか2か月後に35歳で亡くなった[46]。
- 映画公開から約1年後の1969年8月9日、ポランスキー監督宅がチャールズ・マンソンを支持するカルト集団マンソン・ファミリーに襲撃され、監督の妻だった女優のシャロン・テートを含む5人が惨殺されるテート・ラビアンカ殺人事件（英語版）が起きた。テートは妊娠8か月だった[47]。

勿論、これら全ての不幸な出来事が悪魔のせいだとは限らないが、ウィリアム・キャッスル自身はこの映画によって人生が変わったと信じており、自伝の中でそれを認めている。

### 続編

#### 続・ローズマリーの赤ちゃん（1976年）
『続・ローズマリーの赤ちゃん／悪魔の子が生まれて８年が経った…』は1976年製作のTVムービー。原題の意味は「ローズマリーの赤ちゃんに何が起きたか」。
1976年10月29日にABCの「Friday Night Movie」で放送された。前作で編集を担当したサム・オスティーンが監督を務め、ミニー・カスタベット役のルース・ゴードンが続投した以外、キャストは全て変わった。この映画は8歳でローズマリーに連れられて逃亡したアンドリュー（エイドリアン）・ウッドハウスが、悪魔教団や新しく見つけた恋人からも操られていることに気付いて行く物語である。
ローズマリーを演じたパティ・デュークは、死後の2018年に出版された回顧録の中で「ルース・ゴードンとの仕事は楽しかったが、この映画に参加したことを後悔している」と述べ、この作品に出演したのは「ギャラのためだけだった」と明かした。

#### あらすじ
悪魔崇拝者たちがエイドリアンと呼ぶ悪魔の子を、ローズマリーは秘かにアンドリューと呼びながら育てて、8年が経過した。元の夫ガイは、妻にサタンの子を産ませた功績により、ハリウッドで成功を収めた俳優として別居している。親切そうな売春婦マージーンが、街でローズマリー親子の逃亡を手助けするが、これはカスタベット夫妻と通じているマージーンの罠で、ローズマリーはひとり無人のバスに閉じ込められてしまう。
実の親は事故で亡くなったと聞かされてマージーンに育てられているエイドリアンは、友人のピーターと共に飲酒やスピード違反、喧嘩に明け暮れ、ロックに狂っている。21歳の誕生日を迎えた時、叔父と叔母を名乗るカスタベット夫妻が会いに来て、薬物を混ぜた飲み物をエイドリアンに与え、反キリストの儀式に参加させる。悪魔の召喚に失敗して記憶を失くしたエイドリアンは、精神病院に収容され、ピーター殺害の濡れ衣を着せられた。実際にピーターを殺したガイは、エイドリアンが自分を殺しに来るのではないかという妄想で怯えている。
記憶を取り戻したエイドリアンは、美しい看護師エレンに悪魔教団の話を打ち明け、彼女の手助けで病院を脱走。2人が身を隠したモーテルで、薬入りのワインを飲まされたエイドリアンがベッドに倒れると、エレンは自分も悪魔崇拝者だと明かして彼の服を脱がせ始めた。魔女の集会には新しい器が必要で、それは暗闇から産まれる女の赤ちゃんだと話すエレンは、抵抗しないで受け入れてと耳元に囁く。眠りから目覚めたエイドリアンがモーテルから出ると、ガイが運転する車に轢かれそうになった。猛スピードを出してエレンを撥ねた車は横転し、ガイは運転席で死亡した。難を逃れたエイドリアンは夜中に逃げ出す。
後日、病院の待合室でローマン・カスタベットとミニー夫婦は、悪魔の子エイドリアンを上手く操れなかったことを話していた。医師に呼ばれた2人は、お孫さんの怪我は心配なく、正常な妊娠をするだろうと話され笑顔を見せる。喜ぶカスタベット夫妻の孫とはエレンだった。モーテルでの夜、エイドリアンの上に跨ったエレンが「新しい種を植える、その一瞬のためにあなたは育てられたのよ」と話した通り、薬で朦朧とするエイドリアンをセックスで射精させ、彼女は新たな反キリストを受精したのだ。数カ月後にエレンは病院で女児を出産した。

#### キャスト
- アンドリュー（エイドリアン）・ウッドハウス - スティーヴン・マクハティ[49]
- ローズマリー・ウッドハウス - パティ・デューク[49]
- ガイ・ウッドハウス- ジョージ・マハリス[49]
- ミニー・カスタベット - ルース・ゴードン[49]
- ローマン・カスタベット – レイ・ミランド[49]
- ピーター・サイモン - デヴィッド・ハフマン（英語版）[49]
- ホルツマン保安官 - ブロデリック・クロフォード[49]
- エレン - ドナ・ミルズ（英語版）[49]
- レイキン - ロイド・ヘインズ（英語版）[49]
- マージーン・ドーン - ティナ・ルイーズ[49]

#### スタッフ
- 監督 - サム・オスティーン[49]
- 脚本 - アンソニー・ウィルソン[49]
- 製作 - アンソニー・ウィルソン[49]
- 音楽 - チャールズ・バーンスタイン（英語版）[49]
- 撮影 - ジョン・A・アロンゾ[49]
- 編集 - ボブ・ワイマン[49]
- 助監督 - ケン・スウォー[50]
- 特殊効果 - ジョセフ・P・マーキュリオ[50]
- 製作会社 - パラマウント・テレビ（英語版）[51]、カルゼアン・コーポレーション[51]

#### 評価
IMDbの平均評価は、1200件のレビューに基づき10点満点中3.2点、Rotten Tomatoesでは100件以上のオーディエンス・スコアを集めて支持率はわずか11％という低評価になっている。
映画編集者ジーナ・ラドクリフは「『続・ローズマリーの赤ちゃん』が楽しめるのは、ジョークばかり言っている気難しい老婦人役のルース・ゴードン以外の俳優たちが、全てを非常に真剣に演じているからだ。スティーヴン・マクハティは、困惑した表情を浮かべるだけで済む役柄で本当に上手いし、レイ・ミランドは悪魔の仕事を喜んでこなすので、足取りは軽やかだ。彼らは退屈で中途半端に終わったように見える脚本に見合う以上のものを、この作品に注ぎ込んでいる」と皮肉を込めて誉めている。ホラー映画専門雑誌『スクリーム』は「オスカー受賞者が4人も出演していることを考えると、助演の演技が驚くほど下手なのは衝撃的ですが、主演のスティーヴン・マクハティは、まずまずの演技をしている。オリジナル版から戻ってきたキャストはルース・ゴードンだけであり、ロボットのようにやる気のないモードで、アカデミー賞を受賞したミニー役を再演しています。ローマン役のレイ・ミランド（これもアカデミー受賞者）を伴ったミニーは、無知なエイドリアンを追いかける。一度だけなら観る価値があるかも知れませんが、出来るだけ期待値を低くして観るのがベストでしょう」と書いている。
2019年7月に開催された本作の上映イベントに、主演のスティーヴン・マクハティが登壇した。この作品に出る前に予習のつもりで『ローズマリーの赤ちゃん』を観たマクハティは、後半のローズマリーの孤独さは上手く描けている反面、ゴシック調の題材は退屈でつまらなく、これが何故そんなに名作扱いされているのか理解できなかったと話した。質疑応答の場で、この続編の話をどうして引き受けたのかと理由を訊かれたマクハティは、『続・ローズマリーの赤ちゃん』のオファーを受ける前に、大失敗したテレビ映画『反逆のヒーロー/ジェームズ・ディーン』に出演していたため「僕には2本しか足がない。もう片方の足も打ち落とした方がバランスが良いかもと思ったんだよ」と冗談交じりに語った。撮影初日に「このクソ映画をどうするつもりなんだ？」と聞いてきた若い共演者は、撮影終了後に「な？ 言った通りクソだったろ」と話したため、マクハティは「そういうあんたは何も貢献しなかったじゃないか」と言い返したという。

### リメイク

#### ローズマリーの赤ちゃん〜パリの悪夢〜 （2014年）
2014年に2部構成の4時間のテレビドラマ『ローズマリーの赤ちゃん（ミニ・シリーズ）』がアメリカ、フランス、カナダの合作で製作され、同年5月に全米NBCネットワークで放送された。マーベル映画の『ガーディアンズ・オブ・ギャラクシー』シリーズで有名なゾーイ・サルダナがローズマリーを演じている。
このミニ・シリーズは当初、ロマン・ポランスキーが監督する予定だった。製作会社ライオンズゲート・テレビジョンの幹部は、パリを舞台にするという詳細なストーリーをもとにポランスキーと話し合いの場を持ったが、結局彼のスケジュールを押さえることが出来ず、アニエスカ・ホランドを監督に雇うことになった。舞台がニューヨークからパリに変わっている他、いくつかの変更点はあるものの、比較的オリジナル版に忠実なリメイクになっているが、批評家からは賛否両論の評を受けた。
日本では『ローズマリーの赤ちゃん〜パリの悪夢〜』のタイトルでWOWOWプレミアにて2015年10月25日（日）に放送。アメリカ本国では2回に渡って放送されたものを、全4話に組み替えている。

#### エピソード
- 第1話『夫婦と夫婦』
- 第2話『過去と予感』
- 第3話『妊娠と疑心』
- 第4話『狂気と狂喜』

#### キャスト
| 役名                       | 俳優                     | 日本語吹替 |
| -------------------------- | ------------------------ | --- |
| ローズマリー・ウッドハウス | ゾーイ・サルダナ         | 竹田まどか |
| ガイ・ウッドハウス         | パトリック・J・アダムス  | 西健亮 |
| ローマン・カスタベット     | ジェイソン・アイザックス | 井上和彦 |
| マルゴー・カスタベット     | キャロル・ブーケ         | 高島雅羅 |
| ジュリー                   | クリスティーナ・コール   | ちふゆ |
| ファウンテン警視総監       | オリヴィエ・ラブルダン   | 横堀悦夫 |
| ジャック                   | フランソワ・シヴィル     | |
| その他                     | N/A                      | 相川奈都姫 桜岡あつこ 竹内栄治 石川賢利 瀧村直樹 烏丸祐一 御沓優子 宮沢きよこ 佐々木睦 手塚ヒロミチ 児島ちはる 小室正幸 土師孝也 北田理道 里郁美 速水奨 |
| 日本語版制作スタッフ       |                          | |
| 演出                       | 演出                     | 尾崎順子 |
| 吹替翻訳                   | 吹替翻訳                 | 野尻哲子 |
| 調整                       | 調整                     | 高義和 |
| 制作                       | 制作                     | ブロードメディア |

#### スタッフ
- 製作総指揮 - ジョシュア・D・マウラー（英語版）[59]、アリクサンドル・ウィットリン[59]、デイビット・A・スターン[59]
- 製作 - ロバート・ベルナッキ[59]、ゾーイ・サルダナ[59]
- 監督 - アニエスカ・ホランド[59]
- 脚本 - スコット・アボット（英語版）[59]、ジェームズ・ウォン[59]
- 原作 - アイラ・レヴィン
- 撮影 - ミシェル・アマチュー[60]
- 編集 - ブライアン・バーダン（英語版）[60]、エイミー・E・ダドルストン[60]
- 音楽 - アントニ・ラザルキェヴィチ[60]
- 特殊メイク - オリヴィエ・アフォンソ[60]、ギョーム・カスターニュ[60]
- 特殊効果スーパーバイザー - ジョルジュ・デメトラウ[60]
- 特殊効果 - マックス・ガルニエ[60]、サラ・ヘルムリンガー[60]
- 製作会社 - キップスター・エンターテインメント[61]、シティ・エンターテイメント[61]、ライオンズゲート・テレビジョン[61]

#### 評価
リメイク版ミニ・シリーズのIMDbの平均評価は、約6千件のユーザーレビューに基づいて10点満点中5.5点と安定しているが、Rotten Tomatoesでの支持率は38％に留まっている。レビュー収集サイトMetacriticでこのドラマは、27件のレビューに基づき100点満点中51点を獲得し、「賛否両論または平均的」な反応を示している。

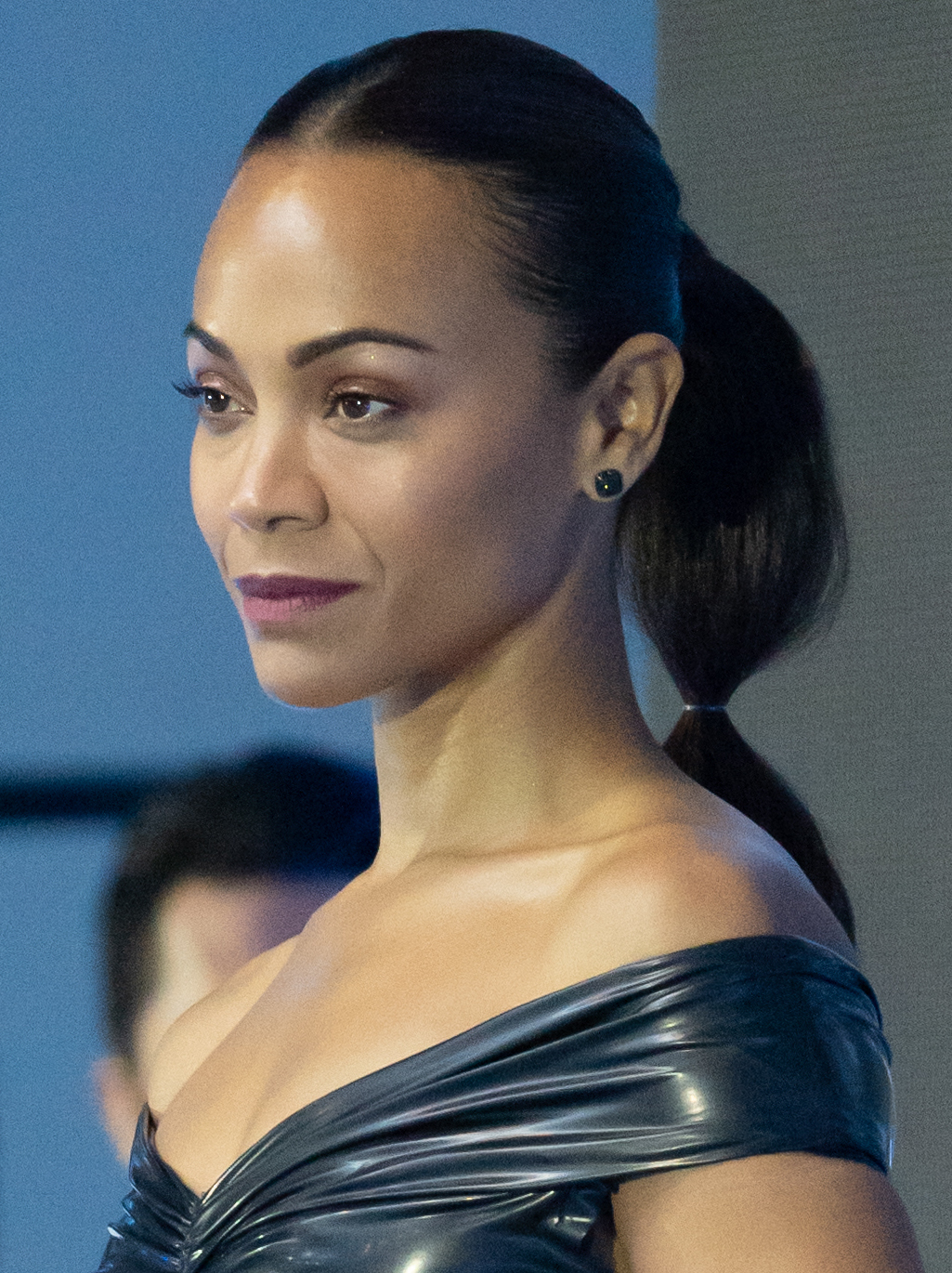
ゾーイ・サルダナ

ジャーナリストのアレッサンドラ・スタンリーは、このミニ・シリーズに関して『ニューヨーク・タイムズ』に「驚くほど巧妙なリメイク作品」と書いた。パリに移り住んだローズマリーが、新しい街ではまだ世間知らずで、隣人との対立というテーマを描いた点を含めて「舞台をパリに選んだことはリメイク版の最も優れた点のひとつ」と評した。『タイム』誌のジェームズ・ポニエウォジクは、ミニ・シリーズ第1夜の放送を控えた2014年5月8日に「重苦しくてくだらない。4日後に放送されるパート２（第2夜）を視聴者に観てもらうのは、かなり難しいかも知れない」と辛辣なレビューを書いた。「大きな問題はローズマリーとガイで、彼らはクレジットカードのCMに出てくるカップルのようなありふれた存在だ。ミニ・シリーズは終盤に向けて悪魔的な狂気を受け入れ、勢いを増している。だがこのリメイク版は、悪魔に正当な評価を与えるには、結局退屈すぎるのだ」。
シカゴ映画批評家協会の会長ブライアン・タレリコは、「NBC の『ローズマリーの赤ちゃん』の退屈な 3 時間には、楽しさに近づく要素がまったくない」と述べた。タレリコは「才能と原作の膨大な無駄遣いで、私がとても憂鬱なのは、若い視聴者がアイラ・レヴィンの原作やロマン・ポランスキーの名作映画に興味を失う可能性があるということだ」と、リメイク版がいかに良くないかを語っている。さらに「1968年の名作は2時間以上あったかもしれないが、緻密で無駄のないホラー映画で、全ての創造的な決定が明確に感じられるものだった。その緻密さを3時間 (CM込みで4時間) に拡大するのは、根本的に悪い考えだ。主演のサルダナは全力を尽くしているが、彼女に何かを返してくれる人はほとんどいない」と結んでいる。